# Азиатский
Азиатский (карач.-балк. Азиатский) — село в Урупском районе Карачаево-Черкесской республики Российской Федерации. Входит в состав Курджиновского сельского поселения.

## География
Расположено у впадения небольшой речки, а также балок Беден и Мощеная в реку Большую Лабу.

### Уличная сеть
ул. Акширская, ул. Верхняя, ул. Гагарина, ул. Лесная, ул. Мира, ул. Набережная, ул. Титова.

## История
Село возникло в 1934 году как приисковый посёлок золотоискателей объединения «Севкавзолото».
В годы Великой Отечественной войны прииск был разграблен, а многие жители были расстреляны. Вблизи посёлка фашистами были расстреляна группа испанских детей, которых работники детского дома пытались эвакуировать от наступающих гитлеровских войск.

## Население
| 2002 | 2010 | 2021 |
| ---- | ---- | ---- |
| 10   | ↗40  | →40  |

## Инфраструктура
Посёлок обслуживается отделением почты 369273, находящее в центре поселения — селе Курджиново.
Вблизи поселка построен завод по добыче и переработке щебня.

## Транспорт
Стоит на автодороге «Псемён - Пхия» (идентификационный номер 91 ОП МЗ 91 Н-070).